# Rudolf I van Sausenberg
Rudolf I van Sausenberg (overleden in 1313) was van 1290 tot 1306 mede-markgraaf van Baden-Hachberg en daarna van 1306 tot 1313 de eerste markgraaf van Baden-Sausenberg. Hij behoorde tot het huis Baden.

## Levensloop
Rudolf I was de tweede zoon van markgraaf Hendrik II van Baden-Hachberg en Anna van Üsenberg. Na het aftreden van zijn vader in 1290 werd hij samen met zijn oudere broer Hendrik III markgraaf van Baden-Hachberg. 
In 1306 beslisten Rudolf en Hendrik III om de erfenis van hun vader onderling te verdelen. Hendrik III bleef het markgraafschap Hachberg verder besturen en bleef resideren in het kasteel Hochburg in Emmendingen, terwijl Rudolf I het landgraafschap Sausenberg kreeg toegewezen en in het kasteel Sausenburg ging resideren. Dit kasteel werd in 1240 gebouwd door de markgraven van Hachberg op de berg Sausenberg.
In 1311 maakte zijn kinderloze schoonbroer, heer Lüthold II van Rötteln, Rudolf tot zijn medeheerser in het kasteel van Rötteln. Dit zou het begin van het opstijgen van de Sausenbergse tak van het huis Baden betekenen. Rudolf kwam echter voor zijn schoonbroer te overlijden en in 1315 stond Lüthold Rötteln af aan Rudolfs zoon Hendrik, die dat jaar officieel volwassen werd verklaard.

## Huwelijk en nakomelingen
In 1298 of 1299 huwde Rudolf met Agnes van Rötteln, de dochter van heer Otto van Rötteln. Ze kregen minstens drie zonen:
- Hendrik (1300-1318), markgraaf van Baden-Sausenberg
- Rudolf II (1301-1352), markgraaf van Baden-Sausenberg
- Otto I (1302-1384), markgraaf van Baden-Sausenberg